# Traulacris
Traulacris är ett släkte av insekter. Traulacris ingår i familjen gräshoppor.
Kladogram enligt Catalogue of Life:
| Traulacris | \| \| Traulacris erecta \| \| \| \| \| \| Traulacris grandis \| \| \| \| |
|            | \| \| Traulacris erecta \| \| \| \| \| \| Traulacris grandis \| \| \| \| |
|            | Traulacris erecta                                                        |
|            |                                                                          |
|            | Traulacris grandis                                                       |
|            |                                                                          |